# 미지안 마올리다
미지안 마올리다(프랑스어: Myziane Maolida, 1999년 2월 14일 ~ )는 사우디 프로페셔널리그 클럽 알콜루드에서 윙어 또는 공격수로 활약하는 코모로의 프로 축구 선수이다. 프랑스에서 태어난 그는 코모로 국가대표팀에서 뛰고 있다.

## 구단 경력

### 리옹
마올리다는 리옹 아카데미를 통해 성장했다. 그는 2017년 8월 5일, 스트라스부르와의 홈 경기에서 4-0으로 승리하며 리그 1 데뷔 전을 치렀고, 마리아노 디아스 메히아를 위해 76분 만에 출전했다. 그는 2017년 11월 23일, UEFA 유로파리그에서 아폴론 리마솔을 상대로 4-0 승리를 거두며 첫 골을 넣었다. 사흘 후, 그는 니스와의 원정 경기에서 5-0으로 승리하며 리그 1에서 첫 골을 넣었다.

### 니스
2018년 8월, 마올리다는 리그 1의 니스와 약 1억 유로의 방출 조항이 포함된 5년 계약에 서명했다. 리옹은 이적료 1천만 유로에 향후 이적 수익의 30%를 더한 금액을 받았다. 그는 2018년 8월 18일, SM 캉과의 경기에서 1-1 무승부를 기록하며 니스 소속으로 데뷔했다.

### 헤르타 BSC
2021년 8월 31일, 마올리다는 분데스리가 클럽 헤르타 BSC와 4년 계약을 체결하고 이적료 400만 유로에 계약을 체결했다. 그는 9월 12일, VfL 보훔과의 원정 경기에서 3-1로 승리하며 리그 데뷔 전에서 즉시 득점했다. 2021-22년 시즌, 마올리다는 주로 교체 선수로 활약하며 14경기에 출전해 한 골을 넣었다. 리그 순위에서 16위를 차지한 헤르타 BSC는 승격과 강등을 놓고 플레이오프에서 함부르거 SV를 꺾고 분데스리가 지위를 유지했다. 마올리다는 두 경기 모두 후반 교체 선수로 출전했다.

## 국가대표팀 경력
프랑스에서 코모로와 마다가스카르 부모 사이에서 태어난 마올리다는 프랑스 청소년 국가대표 선수였다.
그는 2023년 11월 17일, 중앙아프리카 공화국을 상대로 한 2026년 FIFA 월드컵 예선 경기에서 4-2로 승리하며 코모로 국가대표팀에 데뷔했다. 그의 두 번째 경기에서는 가나를 상대로 1-0 승리를 거두며 결승골을 넣었다.